# Lisses
Pour l’article ayant un titre homophone, voir Lisse.
Lisses (prononcé [lis] ) est une commune française du  département de l'Essonne en région Île-de-France.
Ses habitants sont appelés les Lissois.

## Géographie

### Situation

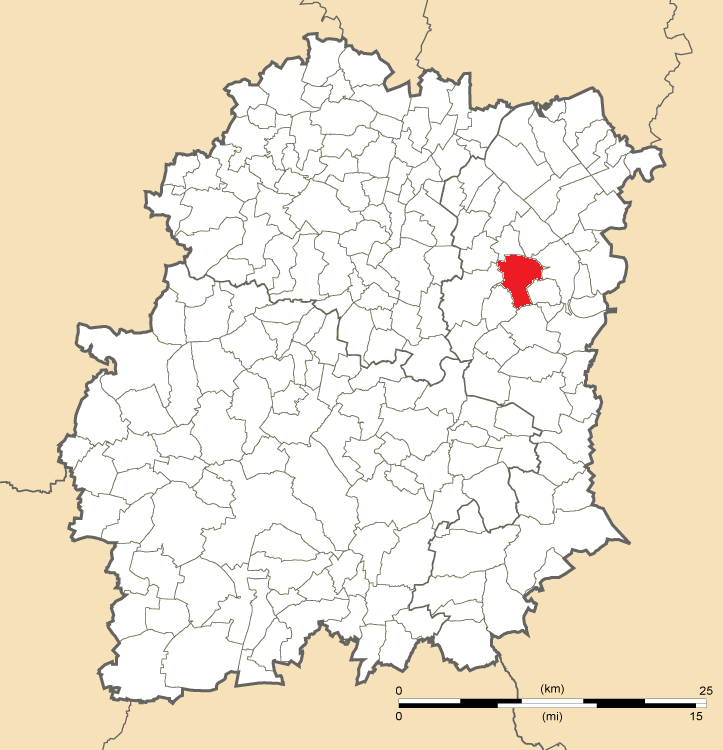
Position de Lisses en Essonne.

Au sud de l'agglomération parisienne, située à trente kilomètres au sud-est de Paris, la commune a été incluse dans le périmètre de la ville nouvelle d'Évry, ce à quoi elle doit son développement urbain.
Lisses est située à trente kilomètres au sud-est de Paris-Notre-Dame, point zéro des routes de France, quatre kilomètres au sud-ouest d'Évry-Courcouronnes, quatre kilomètres à l'ouest de Corbeil-Essonnes, douze kilomètres au sud-est de Montlhéry, treize kilomètres à l'est d'Arpajon, quatorze kilomètres au nord-est de La Ferté-Alais, dix-neuf kilomètres au sud-est de Palaiseau, vingt-deux kilomètres au nord-ouest de Milly-la-Forêt, vingt-sept kilomètres au nord-est d'Étampes, trente et un kilomètres au nord-est de Dourdan.
Elle se trouve dans l'aire urbaine de Paris, ainsi que dans son unité urbaine et son bassin de vie, et dans la zone d'emploi d'Évry

### Communes limitrophes
Les communes limitrophes sont Villabé, Bondoufle, Corbeil-Essonnes, Écharcon, Mennecy, Vert-le-Grand et Évry-Courcouronnes.
| Bondoufle     | Évry-Courcouronnes | Corbeil-Essonnes |
| Vert-le-Grand | Lisses             | Corbeil-Essonnes |
| Écharcon      | Mennecy            | Villabé          |

### Géologie et relief
Située à l'extrême est du plateau de Vert-le-Grand, son territoire s'étend sur 10 km2 et elle est délimitée au sud par la vallée de l'Essonne, où se trouve le point le plus bas de la commune (38 m), et à l'ouest par le cirque de l'Essonne. Les limites nord et est de la commune se caractérisent par la platitude.

### Hydrographie

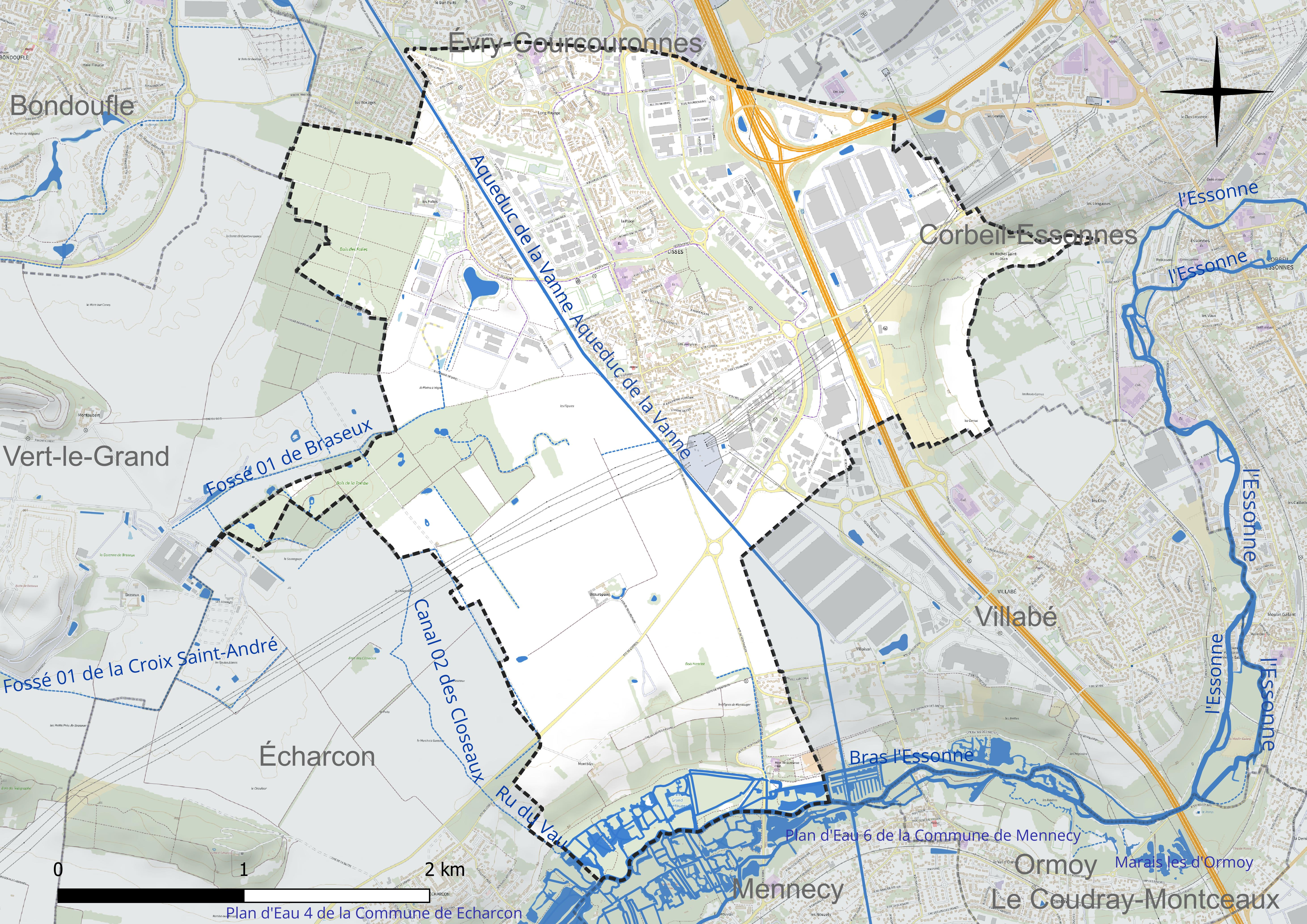
Carfte hydrographique de la commune.

La commune est limitée au sud par l'Essonne et ses marais.
Plusieurs points d'eau parsèment la ville.

### Climat
Pour des articles plus généraux, voir Climat de l'Île-de-France et Climat de l'Essonne.
En 2010, le climat de la commune est de type climat océanique dégradé des plaines du Centre et du Nord, selon une étude du CNRS s'appuyant sur une série de données couvrant la période 1971-2000. En 2020, Météo-France publie une typologie des climats de la France métropolitaine dans laquelle la commune est exposée à un climat océanique altéré et est dans la région climatique Sud-ouest du bassin Parisien, caractérisée par une faible pluviométrie, notamment au printemps (120 à 150 mm) et un hiver froid (3,5 °C).
Pour la période 1971-2000, la température annuelle moyenne est de 11,2 °C, avec une amplitude thermique annuelle de 15,3 °C. Le cumul annuel moyen de précipitations est de 652 mm, avec 10,4 jours de précipitations en janvier et 7,7 jours en juillet. Pour la période 1991-2020, la température moyenne annuelle observée sur la station météorologique la plus proche, située sur la commune de Brétigny-sur-Orge à 9 km à vol d'oiseau, est de 11,9 °C et le cumul annuel moyen de précipitations est de 628,9 mm,. Pour l'avenir, les paramètres climatiques de la commune estimés pour 2050 selon différents scénarios d'émission de gaz à effet de serre sont consultables sur un site dédié publié par Météo-France en novembre 2022.

## Urbanisme

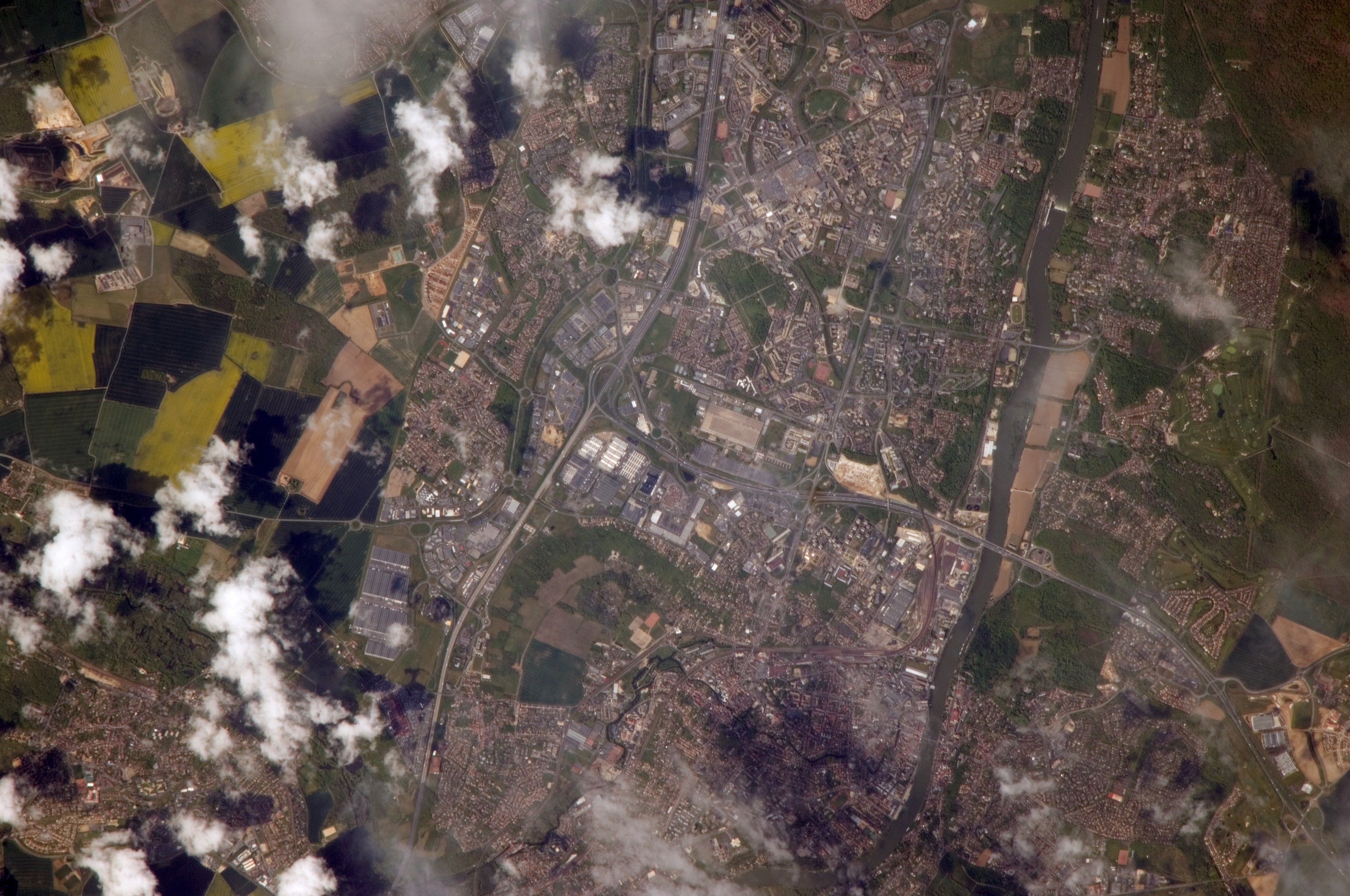
Photographie aérienne de Lisses en 2008.

### Typologie
Au 1er janvier 2024, Lisses est catégorisée grand centre urbain, selon la nouvelle grille communale de densité à sept niveaux définie par l'Insee en 2022.
Elle appartient à l'unité urbaine de Paris, une agglomération inter-départementale regroupant 407  communes, dont elle est une commune de la banlieue,,. Par ailleurs la commune fait partie de l'aire d'attraction de Paris, dont elle est une commune du pôle principal,. Cette aire regroupe 1 929 communes,.

### Occupation des solssimplifiée

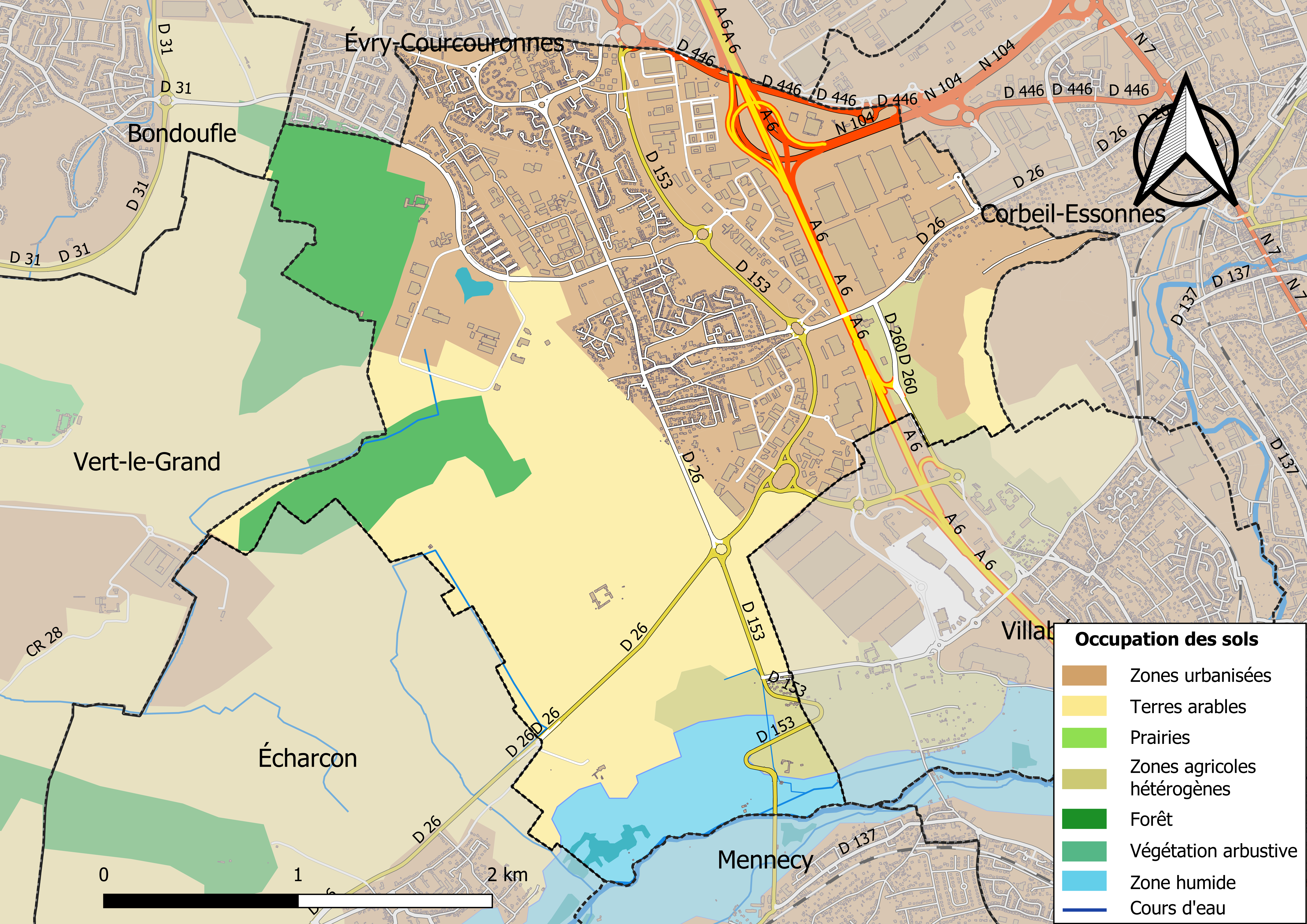
Carte des infrastructures et de l'occupation des sols de la commune en 2018 (CLC).

Le territoire de la commune se compose en 2017 de 51,83  % d'espaces agricoles, forestiers et naturels, 13,32 % d'espaces ouverts artificialisés et 34,85  % d'espaces construits artificialisés.

### Morphologie urbaine
Lisses est situé en troisième couronne parisienne, l'urbanisation de la ville s'organise entre deux grandes infrastructures d'époques différentes, l'autoroute A6 à l'est et l'aqueduc de la Vanne à l'ouest.
À l'ouest de l'aqueduc, le territoire prend un aspect rural avec la présence de vastes espaces cultivés caractéristiques du Bassin parisien et de bois utilisés comme réserves de chasses mais surtout comme lieu de promenade pour les habitants des communes alentour. Lisses se trouve dans la région naturelle du Hurepoix.

### Lieux-dits et écarts
La commune compte 35 lieux-dits administratifs répertoriés consultables ici dont Montauger à proximité de Villabé et Longaines à côté de Corbeil-Essonnes.

### Habitat et logement
En 2020, le nombre total de logements dans la commune était de 2 932, alors qu'il était de 2 928 en 2015 et de 2 949 en 2010.
Parmi ces logements, 95,2 % étaient des résidences principales, 0,4 % des résidences secondaires et 4,4 % des logements vacants. Ces logements étaient pour 70,9 % d'entre eux des maisons individuelles et pour 26,3 % des appartements.
Le tableau ci-dessous présente la typologie des logements à Lisses en 2020 en comparaison avec celle de l'Essonne et de la France entière. Une caractéristique marquante du parc de logements est ainsi la faible proportion des résidences secondaires et logements occasionnels (0,4 %) par rapport au département (1,8 %) et à la France entière (9,7 %).
| Typologie                                               | Lisses | Essonne | France entière |
| ------------------------------------------------------- | ------ | ------- | -------------- |
| Résidences principales (en %)                           | 95,2   | 91,6    | 82,1           |
| Résidences secondaires et logements occasionnels (en %) | 0,4    | 1,8     | 9,7            |
| Logements vacants (en %)                                | 4,4    | 6,6     | 8,2            |

### Projets d'aménagement
La ville de Lisses accueillera prochainement le plus gros DataCenter français, installé par le fournisseur américain de centres de données digitales CloudHQ. D'une surface de 66 000m², ce centre de données accueillera 48 salles informatiques et sera installé dans la zone d'activités Léonard de Vinci, à l'ouest de la ville. Son installation nécessitera deux nouvelles lignes très haute tension pour alimenter le site. 114 groupes électrogènes seront également installés, en cas de coupures d'alimentations de RTE. CloudHQ a indiqué que l'exploitation complète du site sera possible au premier semestre 2031.
L'annonce de son installation a cristallisé de fortes tensions autour de son impact environnemental. Premièrement, CloudHQ envisage d'installer le DataCenter sur une parcelle dont une majorité est actuellement à dominante agricole. Ensuite, le fonctionnement même de l'équipement a été dénoncé, en particulier le système de refroidissement avec l'utilisation d'importantes quantités d'eau. Enfin, le DataCenter nécessite une quantité d'énergie très importante.
Le préfet a ainsi d'abord refusé l'agrément à CloudHD sur le motif que le projet n'incluait pas un système de récupération de la chaleur produite par les serveurs (réseau de chaleur, chauffage des bâtiments de la commune, etc). Il a finalement été accordé à l'opérateur le 11 janvier 2021, la commune s'engageant à récupérer la chaleur produite par le centre de données. La prochaine étape pour le fournisseur américain est d'obtenir le permis de construire par la Ville, pour lequel le commissaire chargé de l'enquête publique a donné un avis favorable.

### Voies de communication et transports

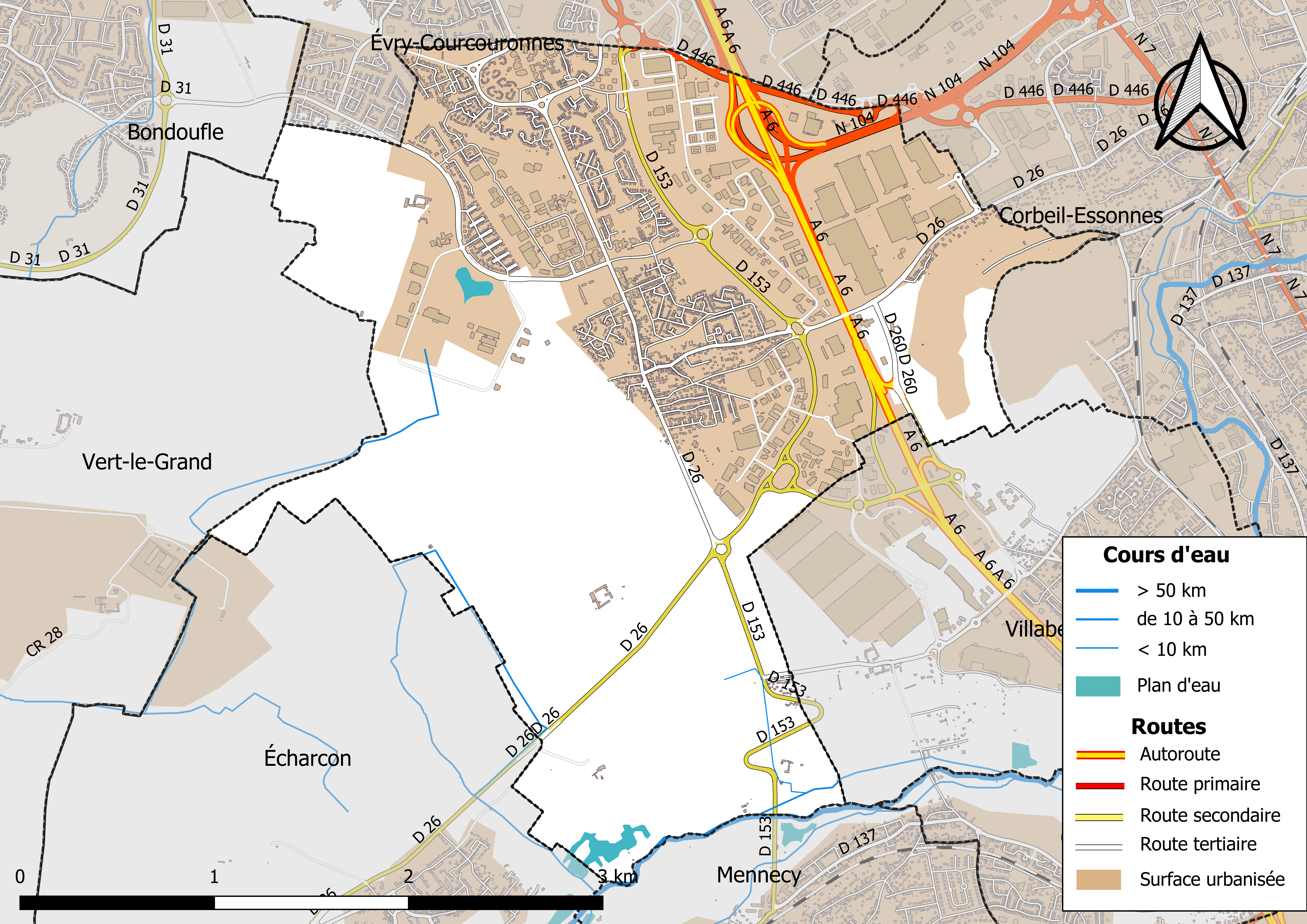
Carte des infrastructures de transport de la commune.

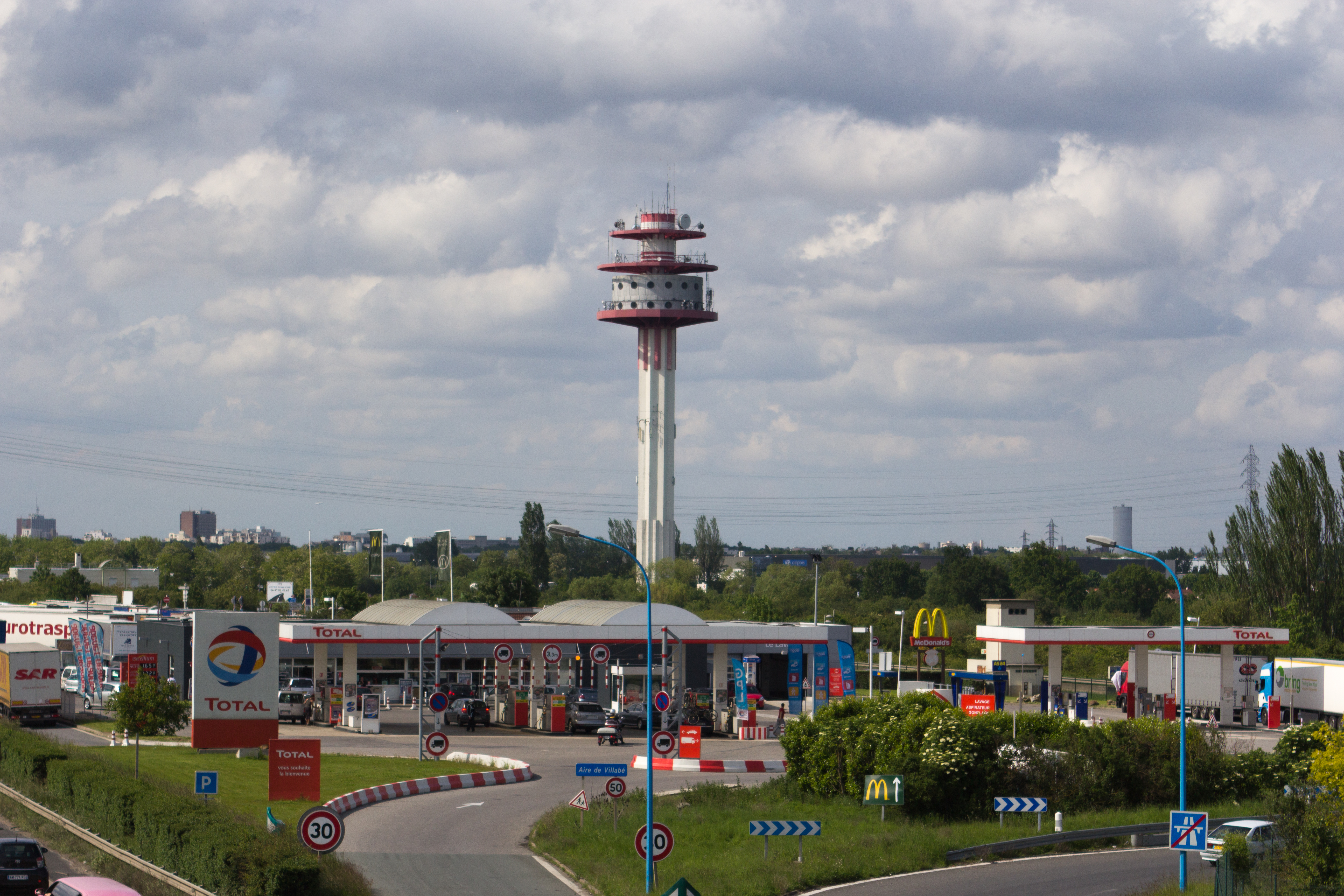
L'aire de service de l'autoroute A6 et la tour hertzienne.

#### Voies routières
La ville est traversée du nord-est au sud-est par l'autoroute A6 ; la route nationale 104 rejoint cette dernière sur sa portion Nord-Est.
Le nom de la commune est utilisé pour la dénomination d'une aire de repos de l'autoroute A6, l'aire de Lisses dans le sens Paris-Province, située au point kilométrique 29.

#### Transports en communs
La ville de Lisses est desservies par plusieurs lignes de bus.
- Par une ligne du réseau de bus Réseau de bus Essonne Sud Est, la ligne 4307 (direction Fontenay-le-Vicomte ou Évry-Courcouronnes), qui assure un accès à la gare de Mennecy et à celle d'Évry-Courcouronnes
- Par dix lignes du réseau de bus Évry Centre Essonne :
  - la ligne 4203 (direction Le Coudray-Montceaux, via la gare de Corbeil-Essonnes), circule tous les jours ;
  - la ligne 4204 (direction Ris-Orangis ou Soisy-sur-Seine), circule tous les jours ;
  - la ligne 4212 (direction Évry-Courcouronnes ou Brétigny-sur-Orge), circule tous les jours ;
  - la ligne 4215 (direction Vert-le-Grand ou Évry-Courcouronnes), circule du lundi au vendredi ;
  - la ligne 4216 (direction Évry-Courcouronnes), circule du lundi au vendredi
  - la ligne 4241 (direction Ris-Orangis ou Corbeil-Essonnes), circule tous les jours ;
  - la ligne 4244 (direction Bondoufle / Fleury-Mérogis ou Villabé), circule du lundi au vendredi ;
  - la ligne 4245 (direction Corbeil-Essonnes ou Évry-Courcouronnes), circule tous les jours
  - la ligne 4279 (direction Mennecy), circule du lundi au samedi.

Les lignes 4204, 4212, 4215, 4216, 4241 et 4245 sont en liaison directe avec Évry-Courcouronnes et sa gare RER.
Le terminus de la ligne 4203 est située dans la zone commerciale : Exona, implantée à l'est de la ville a la limite de la commune de Corbeil-Essonnes. La ligne 4245 dessert la zone d'activités du Clos au Pois et la zone commerciale de Villabé. Ces deux lignes assurent une liaison directe avec Corbeil-Essonnes et sa gare RER.

#### Transports ferroviaires
La ville de Lisses ne comporte ni de gare RER, ni de voies ferroviaires. Les gares RER les plus proches sont celles d'Évry-Courcouronnes, du Bras de Fer - Évry - Génopole, de Corbeil-Essonnes, de Villabé et celle de Mennecy, toutes situées sur le RER D.
- la gare d'Évry-Courcouronnes est accessible avec les lignes 4204, 4212, 4215, 4216, 4241, 4245 et 4307 ;
- la gare du Bras de Fer - Évry - Génopole est accessible avec la ligne 4212, via la gare d'Évry-Courcouronnes ;
- la gare de Corbeil-Essonnes est accessible avec les lignes 4203, 4241 et 4245 ;
- la gare de Villabé est accessible avec les lignes 4245 et 4279 ;
- la gare de Mennecy est accessible avec la ligne 4307.

## Toponymie
Le lieu était connu comme Liciæ au Xe siècle, Lices[Quand ?].
L'origine du nom de la commune est peu connue. Une hypothèse est que le toponyme Lisses proviendrait du latin Licia villa, le hameau primitif s'étant développé à partir du domaine de Licius. Une autre hypothèse est que le nom Lisses proviennent du nom d’origine germanique : Listja, signifiant barrière.
La commune est créée en 1793 avec son appellation actuelle.

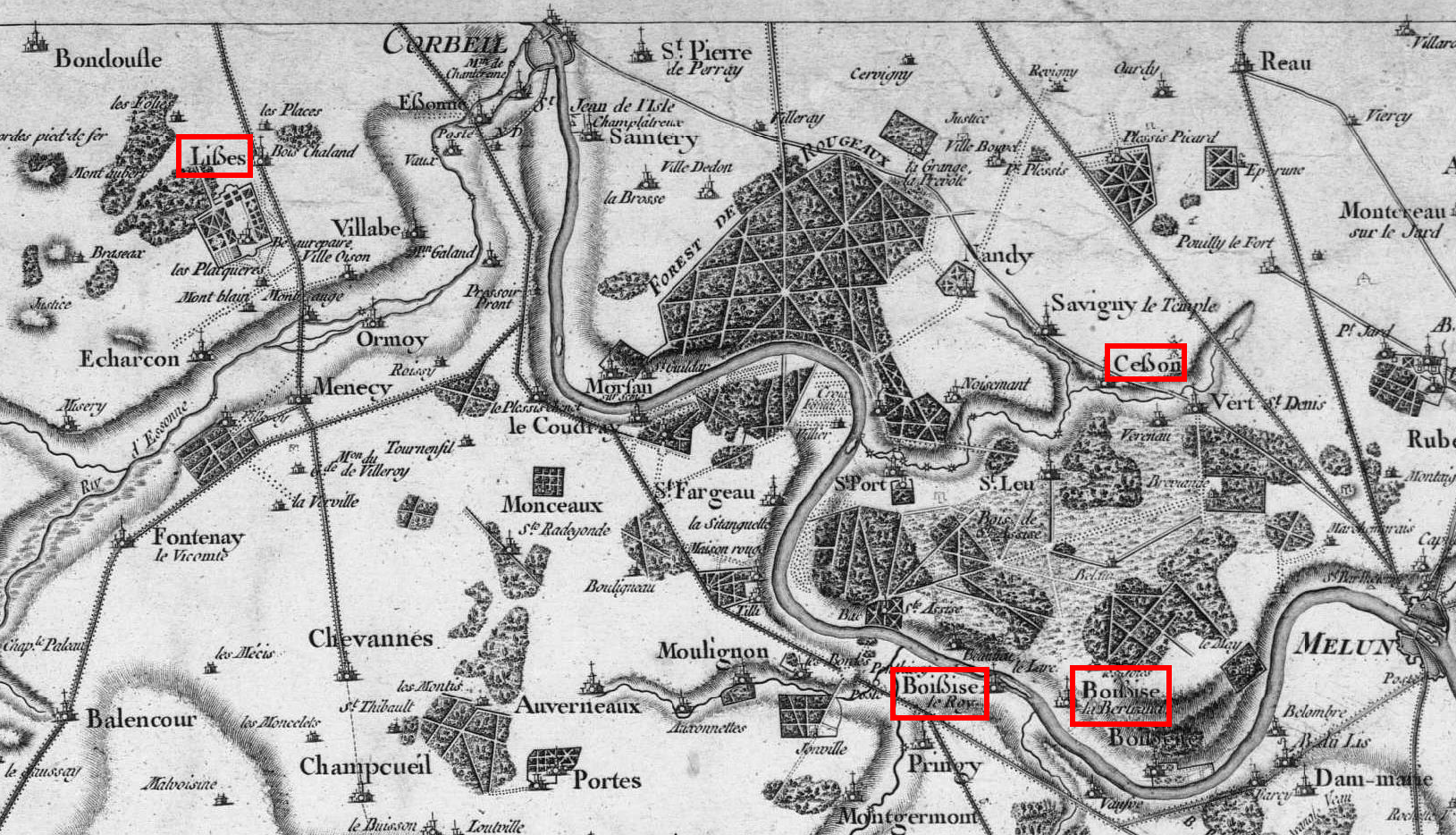
Sur la carte de Cassini n°7, le nom de Lisses, en haut à gauche, est écrit Lißes, avec un ß (eszett).

## Histoire
C’est en 752 que le nom de Lisses est apparu. Les terres de Lisses appartiennent alors aux seigneurs et les paysans cultivent les terres défrichées. Vers l’an 800 la terre de Lisses est rattachée à l’abbaye de Saint-Maur-des-Fossés[réf. nécessaire]. C’est en 998 que l’on trouve pour la première fois mention de Lisses dans un texte de donation à l’abbaye sous l’autorisation de Burchard Comte de Corbeil, de Meulun et de Paris.
Sous François Ier, l’abbaye de Saint-Maur-des-Fossés est sécularisée. Ses biens sont réunis à l’évêché de Paris en 1598. Pierre de Gondi, évêque de Paris vend cette seigneurie à Martin Langlois déjà seigneur de Beaurepaire, terre sur laquelle il fit construire l’un des plus beaux châteaux de la région avec des jardins dessinés par Le Nôtre[évasif].

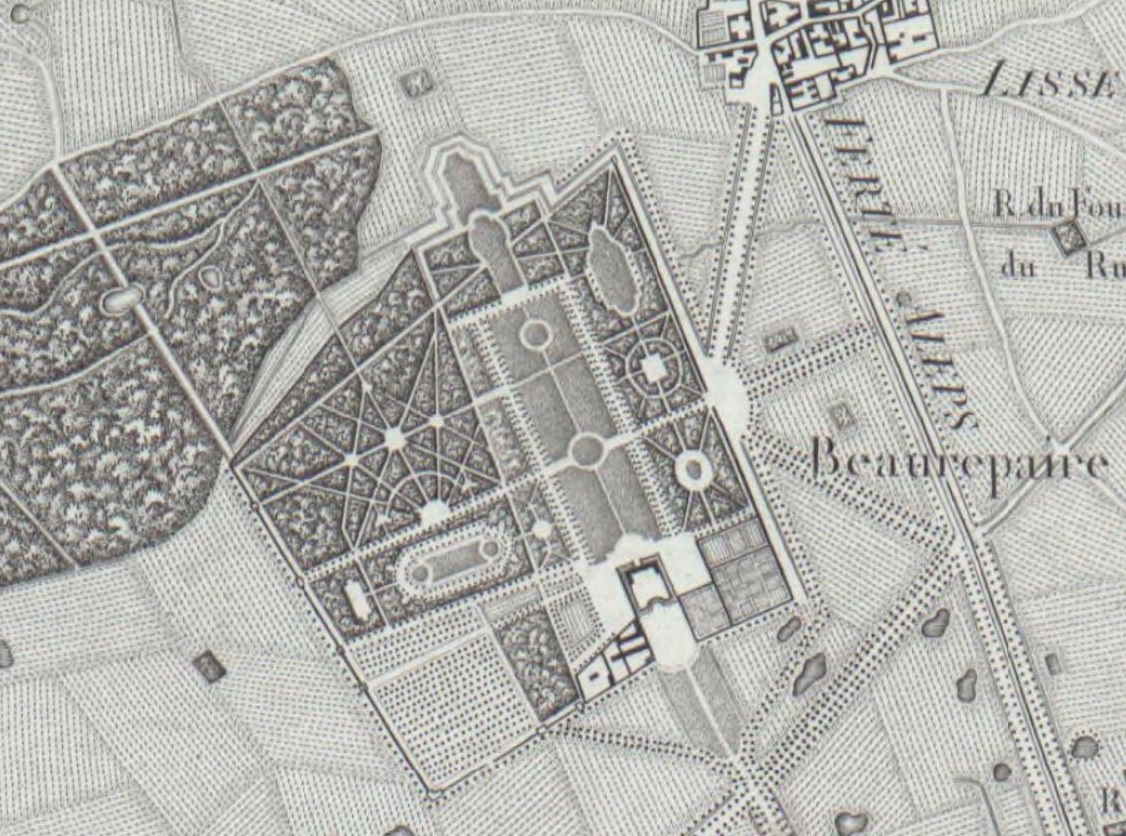
Lisses et le château de Beaurepaire au XVIIIe siècle, sans doute sur la Carte des Chasses du Roi.

À la mort de Martin Langlois, les terres sont dispersées entre les héritiers et il faut attendre la fin du XVIIe siècle pour retrouver rassemblés sous le même nom les fiefs de Lisses. En 1699, les terres et seigneurie appartiennent à M. Leclerc de Grandmaison. Elles deviennent ensuite propriété de sieur Neyret de le Ravoye jusqu’en 1713 où Jean Michau de Montaran l’achète à Mme de la Vallière. Ces terres restent la propriété des Montaran jusqu’en 1825. Elles comprennent le château de Beaurepaire, le fief et seigneurie de Montblin, la ferme des Plattières, la ferme des Folies, un auditoire et une prison à Lisses, le fief et seigneurie de Marcognet de Champcueil, de Courcouronnes et Bois Briard. Ce domaine s’enrichit en 1713 de Bois Chaland, de Brazeux en 1714 et de Thieux en 1722.
Le domaine de Montauger, en bordure de l'Essonne, fut la propriété de Gilbert-Jérôme Claustrier, premier commis du contrôleur général des finances, au XVIIIe siècle. En 1759-1760, il fit rebâtir le château par son architecte Jacques Hardouin-Mansart de Sagonne. Disposé face à la grille d'entrée actuelle, œuvre de l'architecte, ce château fit l'objet du vandalisme de la bande noire qui sévissait au début du XIXe siècle. Ne subsiste plus que l'aile gauche, remaniée au milieu du siècle et qui constitue, avec les bâtiments de la basse-cour, le château actuel. Depuis 2002, il est la propriété du conseil général qui y a installé son observatoire des espaces naturels sensibles de la vallée de l'Essonne[réf. nécessaire].
Les ressources de Lissois sont essentiellement les fruits, le vin et les céréales. Ils travaillent la terre, très peu pour leur propre compte mais plutôt pour les seigneurs. Les plus pauvres sont les ouvriers agricoles, charretiers, bergers. Les plus aisés sont les 4 fermiers qui louent les fermes de Bois Chaland, des Plattières, de Place et des Folies au seigneur de Lisses. Entre les deux, on trouve les vignerons, les artisans et commerçants (charrons, maçons, couvreurs, tonneliers…)[réf. nécessaire].

## Politique et administration

### Rattachements administratifs et électoraux

#### Rattachements administratifs
Antérieurement à la loi du 10 juillet 1964, la commune faisait partie du département de Seine-et-Oise. La réorganisation de la région parisienne en 1964 fit que la commune appartient désormais au département de l'Essonne et à son arrondissement d'Évry après un transfert administratif effectif au 1er janvier 1968
Elle faisait partie de 1793 à 1964 du canton de Corbeil-Essonnes, année où elle intègre le canton de Corbeil-Essonnes-Nord du département de Seine-et-Oise. Lors de la mise en place de l'Essonne, elle est rattachée en 1967 au canton d'Évry puis, en 1985, au canton d'Évry-Sud. Dans le cadre du redécoupage cantonal de 2014 en France, cette circonscription administrative territoriale a disparu, et le canton n'est plus qu'une circonscription électorale.

#### Rattachements électoraux
Pour les élections départementales, la commune est membre depuis 2014 du canton de Corbeil-Essonnes
Pour l'élection des députés, elle fait partie de la première circonscription de l'Essonne.

### Intercommunalité
La commune était membre de la communauté d'agglomération Évry Centre Essonne, créée fin 2000.
Dans le cadre de la mise en œuvre de la loi MAPAM du 27 janvier 2014, qui prévoit la généralisation de l'intercommunalité à l'ensemble des communes et la création d'intercommunalités de taille importante, le préfet de la région d'Île-de-France approuve le 4 mars 2015 un schéma régional de coopération intercommunale qui prévoit notamment la « fusion de la communauté d'agglomération Évry Centre Essonne (91), de la communauté d'agglomération Seine-Essonne (91), de la communauté d’agglomération de Sénart en Essonne (91), et de la communauté d'agglomération de Sénart (77) et (l')extension du nouveau groupement à la commune de Grigny (91) », antérieurement membre de la communauté d'agglomération Les Lacs de l'Essonne.
C'est ainsi qu'a été créée au 1er janvier 2016 la communauté d'agglomération Grand Paris Sud Seine-Essonne-Sénart dont Lisses est désormais membre

### Tendances et résultats politiques

#### Élections présidentielles

##### Résultats des deuxièmes tours
- Élection présidentielle de 2002 : 84,87 % pour Jacques Chirac (RPR), 15,13 % pour Jean-Marie Le Pen (FN), 83,08 % de participation[24].
- Élection présidentielle de 2007 : 50,90 % pour Ségolène Royal (PS), 49,10 % pour Nicolas Sarkozy (UMP), 87,15 % de participation[25].
- Élection présidentielle de 2012 : 55,02 % pour François Hollande (PS), 44,98 % pour Nicolas Sarkozy (UMP), 83,94 % de participation[26].
- Élection présidentielle de 2017 : 72,18 % pour Emmanuel Macron (LREM), 27,82 % pour Marine Le Pen (RN), 66,67 % de participation[27].
- Élection présidentielle de 2022 : 65,43 % pour Emmanuel Macron (LREM), 34,57 % pour Marine Le Pen (RN), 64,70 % de participation[28].

#### Élections législatives

##### Résultats des deuxièmes tours
- Élections législatives de 2002 : 55,60 % pour Manuel Valls (PS), 44,40 % pour Serge Dassault (UMP), 61,27 % de participation[29].
- Élections législatives de 2007 : 56,05 % pour Manuel Valls (PS), 43,95 % pour Cristella De Oliveira (UMP), 58,46 % de participation[30].
- Élections législatives de 2012 : 62,01 % pour Manuel Valls (PS), 37,99 % pour Cristella De Oliveira (UMP), 52,33 % de participation[31].
- Élections législatives de 2024 : 55,56 % pour Manuel Valls (PS), 44,44 % pour Farida Amrani (LFI), 40,39 % de participation[32].
- Élections législatives de 2022 : 50,61 % pour Farida Amrani (LFI), 49,39 % Medhy Zeghouf (ENS), 40,89 % de participation[33].
- Élections législatives de 2024 : 35,50  pour Farida Amrani (LFI), 34,02 % pour Stéphane Beaudet (IND), 30,48 % pour Thiébault Vega (RN), 66,66 % de participation[34].

#### Élections européennes

##### Résultats des deux meilleurs scores
- Élections européennes de 2004 : 30,29 % pour Harlem Désir (PS), 11,28 % pour Marine Le Pen (FN), 39,75 % de participation[35].
- Élections européennes de 2009 : 22,01 % pour Michel Barnier (UMP), 18,81 % pour Daniel Cohn-Bendit (Les Verts), 39,38 % de participation[36].
- Élections européennes de 2014 : 27,11 % pour Aymeric Chauprade (FN), 14,94 % pour Alain Lamassoure (UMP), 39,83 % de participation[37].
- Élections européennes de 2019 : 23,50 % pour Marine Le Pen (RN), 18,03 % pour Nathalie Loiseau (RE), 45,95 % de participation[38].
- Élections européennes de 2024 : 31,79 % pour Jordan Bardella (RN), 18,81 % pour Manon Aubry (LFI), 48,32 % de participation[39].

#### Élections régionales

##### Résultats des deux meilleurs scores
- Élections régionales de 2004 : 57,20 % pour Jean-Paul Huchon (PS), 30,75 % pour Jean-François Copé (UMP), 64,41 % de participation[40].
- Élections régionales de 2010 : 65,44 % pour Jean-Paul Huchon (PS), 34,56 % pour Valérie Pécresse (UMP), 47,31 % de participation[41].
- Élections régionales de 2015 : 39,40 % pour Claude Bartolone (PS), 35,76 % pour Valérie Pécresse (LR), 54,69 % de participation[42].
- Élections régionales de 2021 : 41,60 % pour Valérie Pécresse (LR), 34,27 % Julien Bayou (LUGE), 29,55 % de participation[43].

#### Élections cantonales et départementales

##### Résultats des deuxièmes tours
- Élections cantonales de 2004 : 60,88 % pour Francis Chouat (PS), 39,12 % pour Jean Hartz (UMP), 64,86 % de participation[44].
- Élections cantonales de 2011[45] : 67,27 % pour Francis Chouat (PS), 32,73 % pour Camille Houeix (FN), 43,60 % de participation[46].
- Élections départementales de 2015 : 59,59 % pour Jean-Pierre Bechter et Caroline Varin (LR), 40,41 % pour Gabriel Caillet et Sophie Legoff (FN), 45,11 % de participation[47].
- Élections départementales de 2021 : 56,81 % pour Karl Dirat et Caroline Varin (DVD), 43,19 % pour Fadila Chourfi et Alexandre Masquestiau (DVG), 30,25 % de participation[48].

#### Résultats des deuxièmes tours
- Élections municipales de 2001 : données manquantes.
- Élections municipales de 2008 : 53,13 % pour Thierry Lafon (DVD), 46,88 % pour Christian Dron (DVG), 69,97 % de participation[49].
- Élections municipales de 2014 : 54,49 % pour Thierry Lafon (DVD), 30,53 % pour Français Petit-Jean (LUG), 14,97 % pour Roland Dimur (LDVD), 57,19 % de participation[50].

- Élections municipales de 2020 : 50,16 % pour Michel Souloumiac (LDIV), 49,83 % pour Thierry Lafon (LDIV), 43,94 % de participation[51].

#### Référendums
- Référendum de 2000 relatif au quinquennat présidentiel : 76,38 % pour le Oui, 23,62 % pour le Non, 30,14 % de participation[52].
- Référendum de 2005 relatif au traité établissant une Constitution pour l'Europe : 58,09 % pour le Non, 41,91 % pour le Oui, 69,23 % de participation[53].

### Jumelages
| Lisses Aue Falstein |

Lisses a développé des associations de jumelage avec :
- Aue Falstein (Allemagne) depuis 1995, en allemand Aue-Fallstein, située à 706 kilomètres[61].

## Équipements et services publics

### Espaces publics
Lisses a été récompensé en 2010 par une fleur au concours des villes et villages fleuris.

### Enseignement
Les élèves de Lisses sont rattachés à l'académie de Versailles.
La commune dispose en 2010 des écoles primaires Jean-Baptiste Corot, Frédéric Mistral et Joachim du Bellay et du collège Rosa Luxemburg, elle dépend du lycée François Truffaut de Bondoufle et du lycée Robert Doisneau de Corbeil-Essonnes.

### Santé
La commune dispose sur son territoire de la maison de retraite le Béguinage.
En 2013, un centre de la protection maternelle et infantile est implantée dans la commune.

### Équipements sportifs
La ville de Lisses dispose de nombreux équipements sportifs, réparties sur l'ensemble de son territoire.

#### Terrains extérieurs
- 1 skatepark.
- 1 terrain de rugby (en accès libre).
- 1 terrain de tir à l'arc.
- 4 terrains multisports.
- Parc d'activités Fit'Lisses : Street workout, 3 pistes de marche, aire de jeux.
- Parcours de santé.

#### Bâtiments sportifs
- Gymnase Long Rayage, avec 1 salle équipée pour la gymnastique.
- Gymnase Jean Moulin.
- Complexe sportif Stéphane Diagana : 1 piste d'athlétisme, 3 terrains foot (normes nationale et UEFA), 6 cours tennis dont 2 couverts.
- Complexe sportif Marcel Paul : 4 courts de tennis extérieurs, 1 gymnase.
- Complexe sportif Clarisse Agbegnenou : salles de danse, judo, musculation, boxe, polyvalente.
- Piscine Tournesol intercommunale : grand bassin 25m et pataugeoire.

#### Aires sportives privées
- Centre d'escalade (Block'Out Evry-Lisses).
- Fitness (Fitness Park Lisses).

### Postes et télécommunications

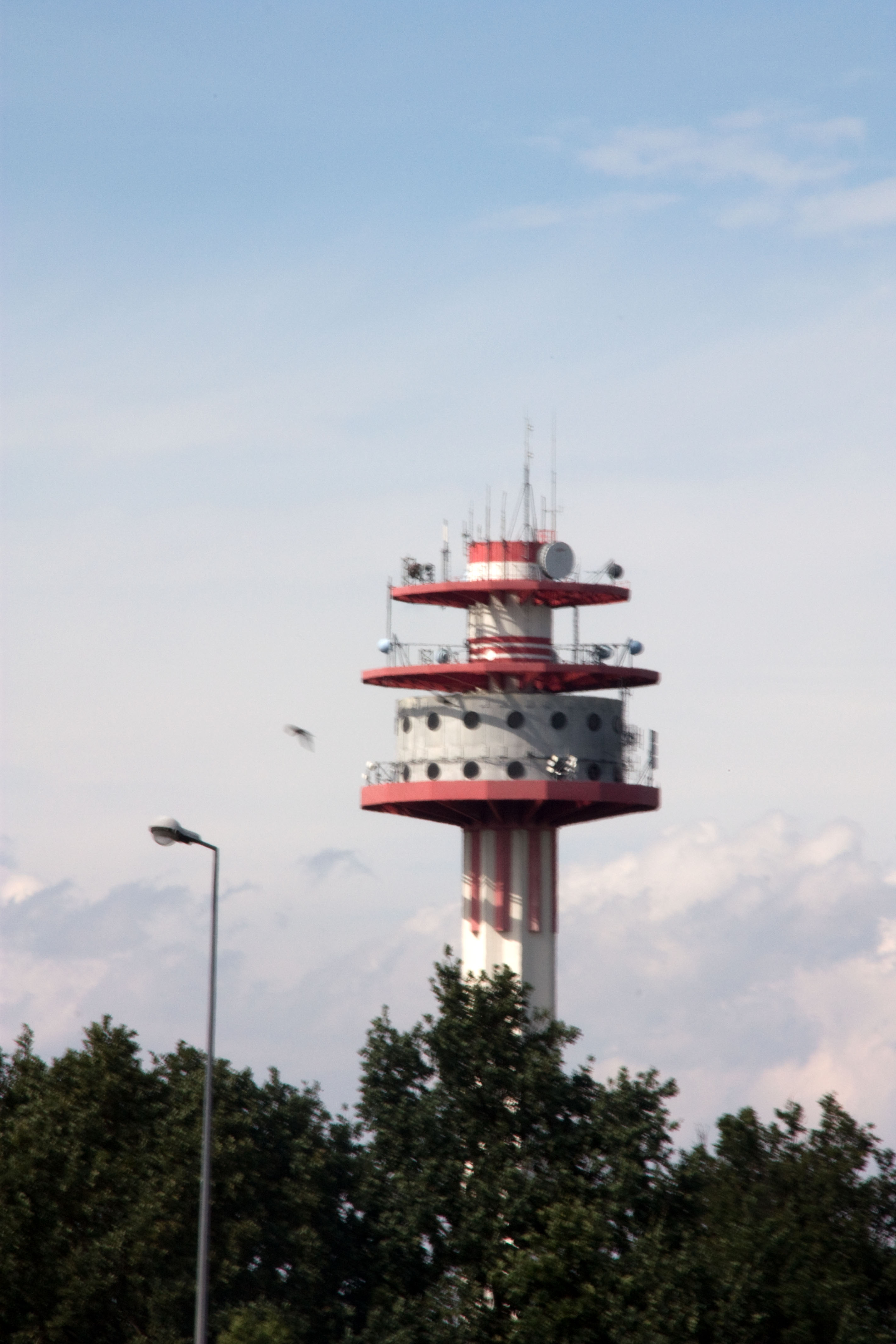
La tour hertzienne.

En 2011, la commune dispose d'un bureau de poste.
Une tour hertzienne est implantée à Lisses.

### Justice, sécurité, secours et défense
La commune dispose en 2011 sur son territoire d'un centre de première intervention des sapeurs-pompiers

## Population et société

### Démographie

#### Évolution démographique
L'évolution du nombre d'habitants est connue à travers les recensements de la population effectués dans la commune depuis 1793. Pour les communes de moins de 10 000 habitants, une enquête de recensement portant sur toute la population est réalisée tous les cinq ans, les populations de référence des années intermédiaires étant quant à elles estimées par interpolation ou extrapolation. Pour la commune, le premier recensement exhaustif entrant dans le cadre du nouveau dispositif a été réalisé en 2008.

En 2022, la commune comptait 7 295 habitants, en évolution de −3,26 % par rapport à 2016 (Essonne : +2,89 %, France hors Mayotte : +2,11 %).
| 1793 | 1800 | 1806 | 1821 | 1831 | 1836 | 1841 | 1846 | 1851 |
| ---- | ---- | ---- | ---- | ---- | ---- | ---- | ---- | ---- |
| 400  | 559  | 535  | 529  | 500  | 502  | 528  | 525  | 490  |

| 1856 | 1861 | 1866 | 1872 | 1876 | 1881 | 1886 | 1891 | 1896 |
| ---- | ---- | ---- | ---- | ---- | ---- | ---- | ---- | ---- |
| 469  | 495  | 479  | 487  | 476  | 484  | 476  | 486  | 496  |

| 1901 | 1906 | 1911 | 1921 | 1926 | 1931 | 1936 | 1946 | 1954 |
| ---- | ---- | ---- | ---- | ---- | ---- | ---- | ---- | ---- |
| 493  | 550  | 537  | 456  | 522  | 527  | 519  | 531  | 557  |

| 1962 | 1968 | 1975 | 1982  | 1990  | 1999  | 2006  | 2008  | 2013  |
| ---- | ---- | ---- | ----- | ----- | ----- | ----- | ----- | ----- |
| 586  | 681  | 738  | 4 343 | 6 860 | 7 206 | 6 911 | 6 830 | 7 579 |

| 2018  | 2022  | - | - | - | - | - | - | - |
| ----- | ----- | - | - | - | - | - | - | - |
| 7 350 | 7 295 | - | - | - | - | - | - | - |

En 1968, Lisses était un bourg d'à peine 700 habitants vivant sous la mouvance de Corbeil-Essonnes, sous-préfecture et pôle d'emplois important. Incluse dans le périmètre de la ville nouvelle d'Évry, la commune de Lisses a vu sa population multipliée par 10,6 depuis 1968. Les 4/5 de cet accroissement de population sont dus au solde migratoire (arrivée de nouveaux habitants) inhérent à la construction d'une partie de la ville nouvelle sur le territoire communal. Le dernier cinquième est dû au solde naturel positif (naissances supérieures aux décès). Mais les dernières tendances (entre 1990 - 1999) font apparaître un solde migratoire négatif (163 départs de plus que d’arrivées). La population a cependant augmenté grâce au solde naturel qui a compensé ce solde migratoire négatif.

#### Pyramide des âges
En 2018, le taux de personnes d'un âge inférieur à 30 ans s'élève à 38,7 %, soit en dessous de la moyenne départementale (39,9 %). De même, le taux de personnes d'âge supérieur à 60 ans est de 19,8 % la même année, alors qu'il est de 20,1 % au niveau départemental.
En 2018, la commune comptait 3 615 hommes pour 3 735 femmes, soit un taux de 50,82 % de femmes, légèrement inférieur au taux départemental (51,02 %).
Les pyramides des âges de la commune et du département s'établissent comme suit.
| Hommes | Classe d’âge | Femmes |
| ------ | ------------ | ------ |
| 0,1    | 90 ou +      | 0,6    |
| 3,3    | 75-89 ans    | 4,7    |
| 14,4   | 60-74 ans    | 16,5   |
| 20,6   | 45-59 ans    | 22,1   |
| 19,2   | 30-44 ans    | 21,2   |
| 18,3   | 15-29 ans    | 15,3   |
| 24,1   | 0-14 ans     | 19,6   |

| Hommes | Classe d’âge | Femmes |
| ------ | ------------ | ------ |
| 0,5    | 90 ou +      | 1,4    |
| 5,4    | 75-89 ans    | 7,2    |
| 12,9   | 60-74 ans    | 13,9   |
| 20     | 45-59 ans    | 19,4   |
| 19,9   | 30-44 ans    | 20,1   |
| 20     | 15-29 ans    | 18,2   |
| 21,3   | 0-14 ans     | 19,8   |

La population lissoise se caractérisait par sa jeunesse ; néanmoins les dernières tendances font état d'un certain vieillissement de la population (part des plus de 40 ans en hausse, celle des moins de 20 ans en baisse). Lisses était donc une commune jeune mais en cours de vieillissement.

### Cultes
La paroisse catholique de Lisses est rattachée au secteur pastoral d'Évry et au diocèse d'Évry-Corbeil-Essonnes. Elle dispose de l'église Saint-Germain-et-Saint-Vincent.

### Médias
L'hebdomadaire Le Républicain relate les informations locales. La commune est en outre dans le bassin d'émission des chaînes de télévision France 3 Paris Île-de-France Centre, IDF1 et Téléssonne intégré à Télif.

## Économie

### Emplois, revenus et niveau de vie
En 2006, le revenu fiscal médian par ménage était de 21 269 €, ce qui plaçait la commune au 1 864e rang parmi les 30 687 communes de plus de cinquante ménages que compte le pays et au cent trente-huitième rang départemental.
| Répartition des emplois par catégories socioprofessionnelles en 2006. |              |                                           |                                                   |                            |                          |                           |
|                                                                       | Agriculteurs | Artisans, commerçants, chefs d’entreprise | Cadres et professions intellectuelles supérieures | Professions intermédiaires | Employés                 | Ouvriers                  |
| Lisses                                                                | 0,1 %        | 3,6 %                                     | 19,3 %                                            | 33,1 %                     | 21,7 %                   | 22,2 %                    |
| Zone d’emploi d’Évry                                                  | 0,3 %        | 4,0 %                                     | 20,2 %                                            | 29,6 %                     | 28,2 %                   | 17,7 %                    |
| Moyenne nationale                                                     | 2,2 %        | 6,0 %                                     | 15,4 %                                            | 24,6 %                     | 28,7 %                   | 23,2 %                    |
| Répartition des emplois par secteurs d’activités en 2006.             |              |                                           |                                                   |                            |                          |                           |
|                                                                       | Agriculture  | Industrie                                 | Construction                                      | Commerce                   | Services aux entreprises | Services aux particuliers |
| Lisses                                                                | 0,2 %        | 22,1 %                                    | 5,1 %                                             | 31,3 %                     | 16,0 %                   | 4,8 %                     |
| Zone d’emploi d’Évry                                                  | 0,9 %        | 13,5 %                                    | 5,4 %                                             | 14,6 %                     | 16,2 %                   | 6,9 %                     |
| Moyenne nationale                                                     | 3,5 %        | 15,2 %                                    | 6,4 %                                             | 13,3 %                     | 13,3 %                   | 7,6 %                     |
| Sources : Insee,                                                      |              |                                           |                                                   |                            |                          |                           |

## Culture locale et patrimoine

### Patrimoine environnemental
- Maison de l'environnement de l'Essonne au Domaine de Montauger[78].
- Les bois à l'est et à l'ouest du territoire ont été recensés au titre des espaces naturels sensibles par le département de l'Essonne[79].

### Lieux et monuments
- L'église Saint-Germain-Saint-Vincent de Lisses  Inscrit MH (1950)[80].
- Le château de Montauger en bordure de l'Essonne, est le vestige d'un château plus vaste, rebâti en 1759-1760 par Jacques Hardouin-Mansart de Sagonne pour Gilbert-Jérôme Claustrier, premier commis du contrôle général des finances, et remanié au milieu du XIXe après sa démolition partielle au début du siècle. Grille en fer forgé du dessin de l'architecte[81]. Propriété départementale depuis 2002.
- Vestiges du Château de Beaurepaire démoli en 1825 dont il reste les communs, les fossés d'entrée et la demi-lune au fond du parc[82].

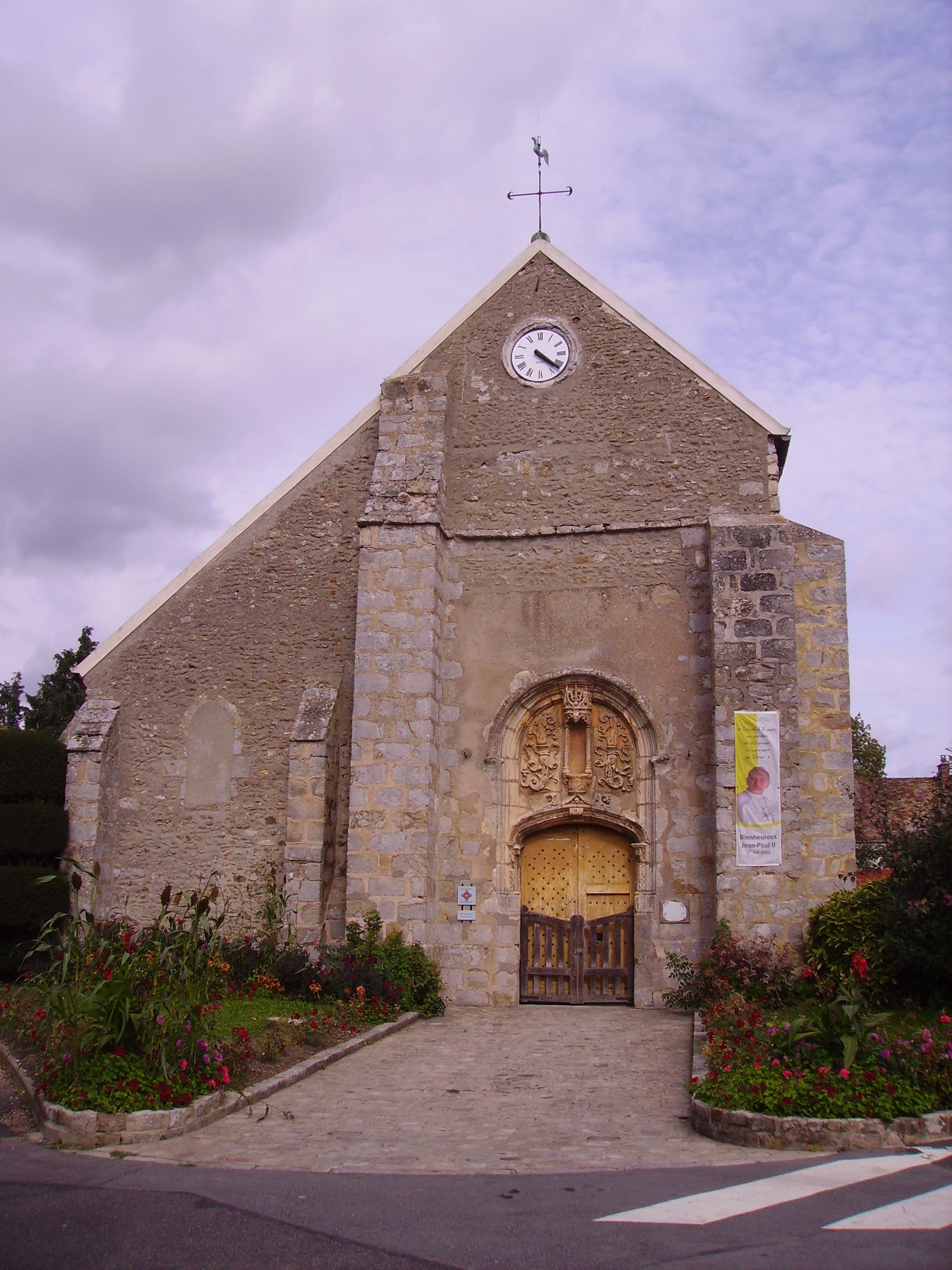
L'église Saint-Germain-et-Saint-Vincent.
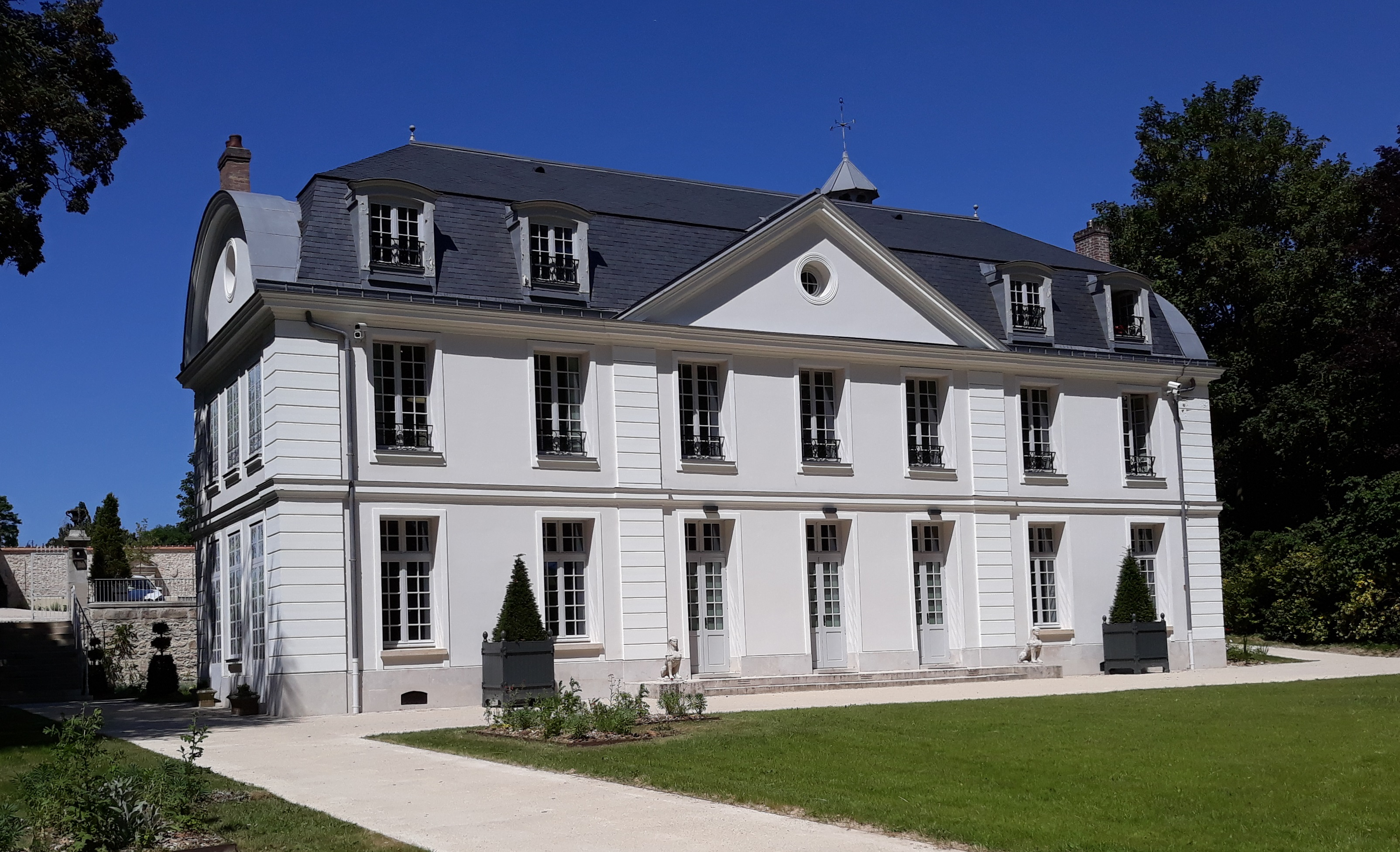
Le château de Montauger.

### Lisses dans les arts et la culture
- Lisses a servi de lieu de tournage au film Yamakasi d'Ariel Zeitoun sorti en 2001.
- Lisses est le lieu de création du parkour sport créé par David Belle en 1990.

### Héraldique et logotype
| Blason à dessiner | Blason  | Taillé: au premier de gueules au chevalier armé d'une lance de tournoi au naturel mouvant de la partition, au 2e de sinople au chevalier armé d'une épée et d'un bouclier au naturel mouvant de la pointe; à la cotice en barre de sinople, brochant sur la partition et chargée de l'inscription « LICEA » d'or accostée de deux flèches du même, affrontées et sans empennage; le tout sommé d'un comble de sinople chargé de l'inscription « LISSES » d'or accostée de deux compons de gueules eux-mêmes accompagnés en flancs de deux étoiles à six rais d'or. |
| Blason à dessiner | Détails | Le statut officiel du blason reste à déterminer. |
| Blason à dessiner | Alias   | La commune de Lisses est dotée d’un logotype. |